# Antonio Fuoco
Antonio Fuoco (Cariati, 20 de maio de 1996) é um automobilista profissional italiano. Ele é um ex-membro da Ferrari Driver Academy.
Em 23 de junho de 2015, Fuoco fez seu primeiro teste de Fórmula 1 com a Ferrari durante o teste de dois dias após o Grande Prêmio da Áustria em Spielberg no Red Bull Ring. Fuoco disputou o Campeonato de Fórmula 2 da FIA de 2018 pela equipe Charouz Racing System.